# Werner Goldberg
Werner Goldberg (Berlín, 3 d'octubre de 1919 - Berlín, 28 de setembre de 2004) va ser un militar i polític alemany d'ascendència parcialment jueva (o Mischling, en terminologia nazi), que va servir breument com a soldat durant la Segona Guerra Mundial. La seva imatge va aparèixer al Berliner Tageblatt com a «El soldat alemany ideal», i més tard es va utilitzar en cartells de reclutament i propaganda per a la Wehrmacht.

## Trajectòria
El seu pare va créixer a Königsberg com a membre de la comunitat jueva, però ell mateix es va batejar a l'església luterana local perquè volia assimilar-se i casar-se amb una cristiana. Goldberg no tenia ni idea que el seu pare era jueu; ell i el seu germà Martin (nascut el 1920) van ser batejats a l'església luterana de Grünewald a petició del seu pare. Després que Adolf Hitler es convertís en canceller d'Alemanya el 1933, el seu pare va perdre la feina sota la llei nazi d'abril de 1933, Llei per a la restauració de la funció pública professional, que va expulsar els jueus de la funció pública alemanya sota el paràgraf ari.
Les lleis de Nuremberg de 1935 van classificar com a jueves les persones amb almenys tres avis jueus; aquells amb dos avis jueus només es van considerari jueus si practicaven la fe o tenien un cònjuge jueu. Aquell any, les autoritats nazis el van forçar a deixar els estudis, que estava cursant a l'institut de Grünewald, i es va convertir en aprenent a Schneller und Schmeider, una empresa de roba propietat conjunta d'un jueu i un no jueu, on molts dels seus col·legues eren jueus o parcialment jueus (Mischlinge). L'oncle matern de Goldberg es va unir al Partit Nazi i es va negar a veure's amb la resta de la família, fins i tot evitant la mare de Goldberg.
A principis de 1938, va servir un mandat de sis mesos al Servei Laboral del Reich l'uniforme del qual, com va recordar més tard, «tenia una esvàstica al braç». L'1 de desembre de 1938 es va unir a l'exèrcit alemany i va participar en la invasió de Polònia l'1 de setembre de 1939, servint al costat de l'amic de la infància Karl Wolf, el pare del qual ara era un oficial d'alt rang de les Schutzstaffel (SS) .
La fotografia de Goldberg va aparèixer a l'edició dominical del diari Berliner Tagesblatt amb el títol «El soldat alemany ideal» ("Der ideale deutsche Soldat") després que el fotògraf oficial de l'exèrcit vengués la fotografia al diari. Més tard, el 1939, es va utilitzar en cartells de propaganda i reclutament.
El 1940, després de l'armistici amb França, Goldberg va ser expulsat de l'exèrcit sota l'ordre de Hitler de 8 d'abril de 1940, que deia que s'havien d'acomiadar de l'exèrcit tots els Mischlinge de primer grau. Posteriorment va tornar al seu antic lloc de treball, que ara havia canviat de nom pel de Feodor Schmeider, havent-se vist obligat a eliminar el nom jueu «Schneller». Goldberg va tenir un paper cada cop més responsable dins l'empresa, obtenint contractes d'uniformes de l'exèrcit i la marina. També va assistir a l'escola del Comitè del Reich d'Estudis Laborals (Reichsausschuss für Arbeitsstudien, REFA), on va ser un dels quatre alumnes, d'un total de vuitana, que van superar la prova per convertir-se en professor del REFA. Després es va convertir en professor de la Junta d'Estudis Laborals sobre la indústria de la confecció i va donar conferències a organitzacions i directors d'empreses, fins i tot va publicar un article al setmanari comercialTextilwoche.
El desembre de 1942, el pare de Goldberg va ser ingressat a l'hospital. La Gestapo, però, va assaltar l'hospital i el va enviar a un de pacients jueus que la Gestapo havia requisat per utilitzar-lo com a presó, d'on els jueus van ser presos i enviats al camp de concentració nazi d'Auschwitz. La vigília de Nadal, aprofitant que els guàrdies estaven borratxos o absents, Goldberg va treure el seu pare de l'hospital. Aviat, però, el seu pare va tornar a estar en mans de la Gestapo, i l'abril de 1943 va ser citat per a la deportació; Werner li va dir que no es presentés i es va salvar de nou. El pare i el fill van ser els únics membres de la seva família més directa que van sobreviure a la guerra.
Més tard, Werner Goldberg es va unir a la Unió Demòcrata Cristiana d'Alemanya i va exercir vint anys, entre 1959 i 1979, com a polític de la Cambra de Diputats de Berlín (Abgeordnetenhaus von Berlin) a Berlín Occidental. El 28 de setembre de 2004 va morir a Berlín, als 84 anys; deixant en vida a la seva dona Gertrud Goldberg i tres fills.

## En la cultura popular
La història de Goldberg va formar part del documental de 2006 Hitler's Jewish Soldiers – Nazi-Jews in Hitler's Army, una pel·lícula de 58 minuts produïda per Larry Price en associació a l'Autoritat de Radiodifusió d'Israel. La pel·lícula de Price es va inspirar en el llibre de 2002 Hitler's Jewish Soldiers: The Untold Story of Nazi Racial Laws and Men of Jewish Descent in the German Military de Bryan Mark Rigg.
Goldberg va aparèixer a l'episodi "The Jews Who Fought for Hitler" de la sèrie del canal Yesterday TV Nazi Collaborators, que el desembre de 2010 es va emetre per primera vegada al Regne Unit.
L'any 2015, la fotografia es va utilitzar per al monument als «Protectors de la Pàtria» a Tobolsk, Rússia, com a substitut d'una imatge d'un soldat de l'Exèrcit Roig, segons es diu per error. La imatge del monument es va arreglar ràpidament.